# Risk management
Risk management, česky zacházení s riziky, je oblast řízení projektů i procesů, která se zabývá zjišťováním a hodnocením jejich nebezpečí a nežádoucích důsledků. Při zahájení každého projektu je důležité stanovit rizika spojená s tímto projektem a nezapomínat, že každý projekt je jedinečný. Než se s projektem začne, je třeba vyhodnotit rizika spojená se špatně definovaným cílem. Důležité je propojení projektu s jinými projekty, včetně časových návazností. Následuji rizika spojená s lidmi, s jejich nedostatečnou kvalifikací a zkušenostmi. Závažné jsou i finanční rizika, včetně časového plánování příjmů a nákladů.

## Řízení rizik

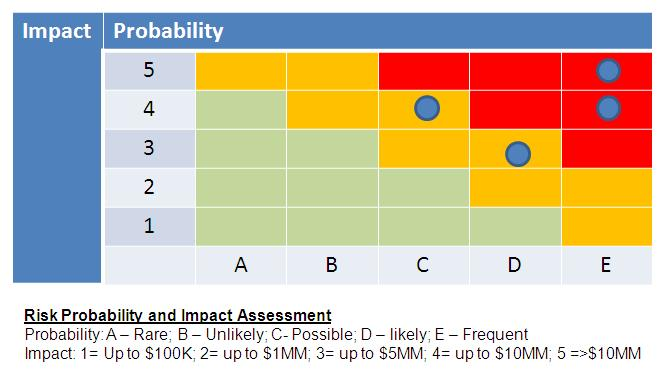
Pravděpodobnost: A = vzácné ... E = časté
Náklady: 1 = nízké ... 5 = velmi vysoké

Disciplína zvaná řízení rizik se zabývá navzájem provázanými činnostmi, které se snaží zamezit nebo zmírnit výskyt rizik nebo nemilých překvapení. Rizika ohrožují dosažení cílů, mohou mít negativní dopad na naši činnost a s určitou pravděpodobností se u každé činnosti vyskytnou.
Řízení rizik zahrnuje široké spektrum problémů, do kterých lze zařadit:
- Rizika vyšší moci – rizika náhodná, kterým se nelze vyhnout (ozbrojené konflikty, války, přírodní katastrofy a jiné)
- Ekonomická rizika (tržní, obchodně-politická, kurzovní a mnohá další)
- Projektová rizika
- Rizika ve vztahu k životnímu prostředí

### Určení odpovědných osob
Pro pečlivé řízení rizik musí být stanoveny odpovědné osoby.
- sestavení krizového týmu
- výběr osob s odpovídajícími pravomocemi a možnostmi rozhodovat
- vedoucí na odpovídající úrovni řízení
- pracovníci zainteresovaní v odpovídající části projektu
- odborní konzultanti (řízení rizik, technický personál, poradci)
- přidělení odpovědnosti a zdrojů
- přístupová práva (relevantní dokumenty, pracovníci, technika)
- rozhodovací pravomoci
- odpovídající množství lidských a finančních faktorů

Již zde ovšem mohou vzniknout první rizika personální – ne každý člen týmu může mít zkušenosti s projektovým řízením a nemusí být dostatečně kvalifikován.
Řízení rizik se skládá ze čtyř po sobě jdoucích činností:

### Identifikace rizik
Rizika bychom nejprve měli rozdělit na interní a externí. Interní jsou ovlivnitelná a kontrolovatelná projektovým týmem. Rizika externí nejsou ovlivnitelná a kontrolovatelná projektovým týmem. Rizik samozřejmě existuje velké množství, v tomto článku jsou popsána hlavně rizika spojená s projektem, jinak ale existuje celá řada rizik, například rizika finanční, rizika přírodní. Existuje mnoho technik na rozpoznání rizik například:
Vyhotovení kontrolního seznamu – systematická kontrola předem stanovených podmínek a opatření. Seznamy kontrolních otázek (checklists) jsou generovány na základě seznamu charakteristik sledovaného systému nebo činností, které souvisejí se systémem a potenciálními dopady, selháním prvku systému a vznikem škod.
Bezpečnostní kontrola (safety audit) – postup hledání potenciálně možné nehody či provozního problému. Je používán připravený seznam otázek a matice pro skórování rizik. Používá se především u technologických rizik.
Co se stane když – diskuse a hledání nápadů, ve které skupina zkušených lidí dobře obeznámených s procesem klade otázky nebo vyslovuje úvahy o možných nehodách.
Analýza stromu událostí – sledování průběhu procesu na základě dvou událostí – příznivé a nepříznivé. Jedná se o graficko statistickou metodu – vznik rozvětveného stromu ze kterého se stanovují rizika.
Analýza lidské spolehlivosti – posouzení vlivu lidského činitele na výskyt nehod, havárií apod. či jejich dopadů. Jde o posouzení činitelů lidského faktoru a lidské chyby. Zahrnuje přístupy mikroergonomické (vztah „člověk – stroj“) a makroergonomické (vztah „člověk – technologie“). Vztah s platnými pracovními předpisy.
Metoda IPR – Identifikace procesů a rizik.
Diskuse (odborníci, zainteresované osoby…) – diskuse je často zaměňována s what-if analýzou nebo s brainstormingem
SWOT
Brainstorming

### Hodnocení rizik
Výsledky identifikace rizik je potřeba analyzovat a určit priority jejich řešení. Toto hodnocení je činností subjektivní, proto na ni může být více pohledů.
Pokud máme známá rizika, která nám vyšla z předchozí identifikace, již můžeme tato rizika hodnotit a přisuzovat jim patřičný význam. Pokud chceme hodnotit rizika musíme si určit některé skutečnosti:
- Stanovit toleranci – definovat nějaké hraniční hodnoty spojené s určitým rizikem, které jsme schopni tolerovat.
- Určit váhu rizika – pokud se riziko vyskytne v průběhu projektu, jaký bude mít význam, záleží či nezáleží na fázi projektu ve které se toto riziko vyskytne.
- Určit dopad rizika – jaký dopad bude mít riziko na projekt a jeho průběh.
- Přiřadit pravděpodobnost – určit s jakou pravděpodobností dané riziko nastane – číslo od nuly do jedné.
- Stanovit hodnotu rizika – jedná se o součin váhy rizika jeho pravděpodobnosti.

Dle výsledné hodnoty rizika rozlišujeme rizika na běžná, závažná a kritická.

### Strategie zvládnutí rizik
Po důkladném zhodnocení rizik je nutné vytvořit plán rizik, ve kterém bude určena strategie zvládnutí, minimalizace nebo eliminace rizik.
Detailní rozpracování všech variant řešení jednotlivých rizik a jejich hodnocení. Přiřazení řešení rizik odpovědným osobám. Nezbytná je soustavná kontrola, případně revize plánu rizik dle aktuální situace.
Faktory, které ovlivňují tvorbu strategie: fáze projektu, velikost, priorita, komplexnost, časová a finanční náročnost.
Abychom se na rizika dokázali připravit a následně je řídit a dále sledovat, je potřeba vytvořit plán rizik jako součást plánu projektu. Tvorba plánu rizik není složitá, ale je prioritně důležité rozpoznat všechna závažná rizika, které mohou náš projekt ovlivnit a k těmto rizikům navrhnout účinná protiopatření.
Pokud máme dvě předchozí činnosti (Identifikaci rizik a hodnocení těchto rizik) splněné, můžeme přistoupit k tvorbě tabulky plánu rizik.
V tabulce musí být uvedeno: riziko, váha rizika, jeho pravděpodobnost a jeho hodnota. Dále zde musí být stanoveno preventivní opatření, pokud riziko nastane, jaké kroky podniknout k jeho odstranění nebo minimalizaci. Důležité je také určit odpovědnou osobu spojenou s provedením preventivního opatření. Určení krizového scénáře je další důležitou součástí tabulky plánu rizik. Krizový scénář se stanovuje pro případ, že se nepodaří riziko odstranit nebo je minimalizovat. Stejně jako za provedení preventivního opatření je stanovena odpovědná osoba, tak i za tvorbu krizového scénáře a jeho dodržení musí být stanoven odpovědný pracovník.

### Průběžný monitoring vývoje rizikových stavů
Pravidelná aktualizace plánu rizik je potřebná pro včasnou identifikaci případných nových rizik, přehodnocování dříve identifikovaných rizik, aktualizace strategie zvládnutí (původní strategie funguje, není potřeba nějaká změna?), aktualizace dokumentace, komunikace
Během jakéhokoli projektu se mohou objevit další rizikové události a proto musejí být rizika stále monitorována. Nikdy nemůžeme určit a rozpoznat všechna rizika a pravděpodobnost, se kterou mohou nastat, proto je důležité abychom stále identifikovali nová rizika a přehodnocovali rizika, která byla již dříve rozpoznána. To znamená, že Plán rizik a jejich řízení se bude stále měnit v čase.

## Druhy rizik
Existuje mnoho základních členění rizik. Rizika projektová, které popisuje tento článek, rizika finanční, rizika přírodní atd. Rizika týkající se přímo projektu jsou především – rizika na straně uživatele, investora, dodavatele, sem například může patřit i nedostatečná zainteresovanost koncového uživatele na cílech projektu.

### Rizika okolí projektu – legislativa, trh, třetí strany
Měnící se legislativa, podmínky na trhu (preference zákazníků apod.) a v neposlední řadě také naše partnerské a dodavatelské firmy významně ovlivňují projektovou činnost.

### Rizika všeobecná projektová
Jsou významnou skupinou všech rizik, často mívají drtivější dopad než rizika technická. Patří mezi ně:
- Špatné zvolení členů týmu. Je nutné počítat s odstoupením některých členů z projektu z důvodů jako je nemoc, vážné rodinné problémy, závažné nedostatky v pracovní činnosti, výpověď pracovníka. Proto je vhodné správné nastavení sdílení všech informací získaných nejen od uživatele, ale i od ostatních pracovníků týmu.
- Špatná komunikace mezi členy projektového týmu. V plánu projektu jasně vymezit způsoby a techniky interní komunikace.
- Nesprávně nastavené odpovědnosti a pravomoci členů projektového týmu. Jasné nastavení odpovědností v plánu projektu zamezí možným budoucím konfliktům při řešení problémů v určité oblasti.
- Nezájem členů týmu na výsledku projektu. Souvisí se špatnou motivací pracovníků na projektu, která může být dána špatným nastavením kritérií a pravidel hodnocení nebo neschopností vedoucího projektu (nedostatečné manažerské a vůdcovské dovednosti).
- Nedostatečná komunikace s uživateli projektu, sponzorem; dlouhé komunikační řetězce.

V plánu projektu jasně vymezit způsoby a techniky externí komunikace. Uživatel často dostává produkt, který vůbec nechtěl, nesplňuje jeho požadavky, očekávání bylo odlišné nebo obsahuje nepotřebnou funkcionalitu, to vše může být způsobeno zanedbávanou zpětnou vazbou od skutečných uživatelů (nesmíme opomínat, že uživatel je nejdůležitější subjekt pro závěrečné hodnocení projektu).
- Opomenutí Projektového Záměru. Od samého počátku příprav na projektu by měla být uvolňována část informací pro veřejnou sféru, pokud se nejedná o projekt interní.
- Nedostatečná podpora ze strany sponzora projektu. Ve společnosti, kde probíhá řada projektů najednou, je problematické zajistit, aby byl náš projekt vnímán jako prioritní, proto je důležité přesvědčit představitele společnosti už při úvodní prezentaci projektového záměru o důležitosti projektu.
- Absence častějších osobních porad pracovních skupin. I přes to, že je komunikace mezi členy vyřešena v plánu projektu kvalitně, komunikace tváří v tvář stále přináší řadu přínosů pro všechny zúčastněné strany, proto je důležité vybudovat plán porad a vyškolit pracovníka (nejčastěji vedoucí projektu) pro profesionální vedení porady.

### Další významná rizika
- Finanční rizika
- Nerealistické termíny
- Neustále se měnící požadavky
- Nedodržení rozpočtu významně souvisí s předchozími dvěma, neboť právě prodlužování konce projektu a změnová řízení s sebou nesou nemalé zvýšení nákladů.
- Podcenění fáze školení uživatelů
- Sponzor projektu nemusí akceptovat projekt i přes to, že skončil ve stanoveném termínu a s nepřekročeným rozpočtem, když zjistí, že uživatelé daný produkt nejsou schopni ovládat a efektivně používat.
- Velký počet uživatelů nebo členů projektového týmu. Zatímco počet uživatelů není možné z naší strany ovlivnit, počet členů projektového týmu by měl být koncipován s ohledem na velikost a složitost projektu.
- Náročné a nepromyšlené vazby mezi systémy
- Nedostatečná zkušenost lidí na projektu
- Nikdo nemyslí na strategické cíle projektu
- Neprofesionální postupy při vývoji
- Nedostatky ve vývojovém prostředí
- Nedostatečné či neúplné testování
- Přírodní katastrofy a havárie
- Rizika spojená s ochranou životního prostředí